# Riyoko Ikeda

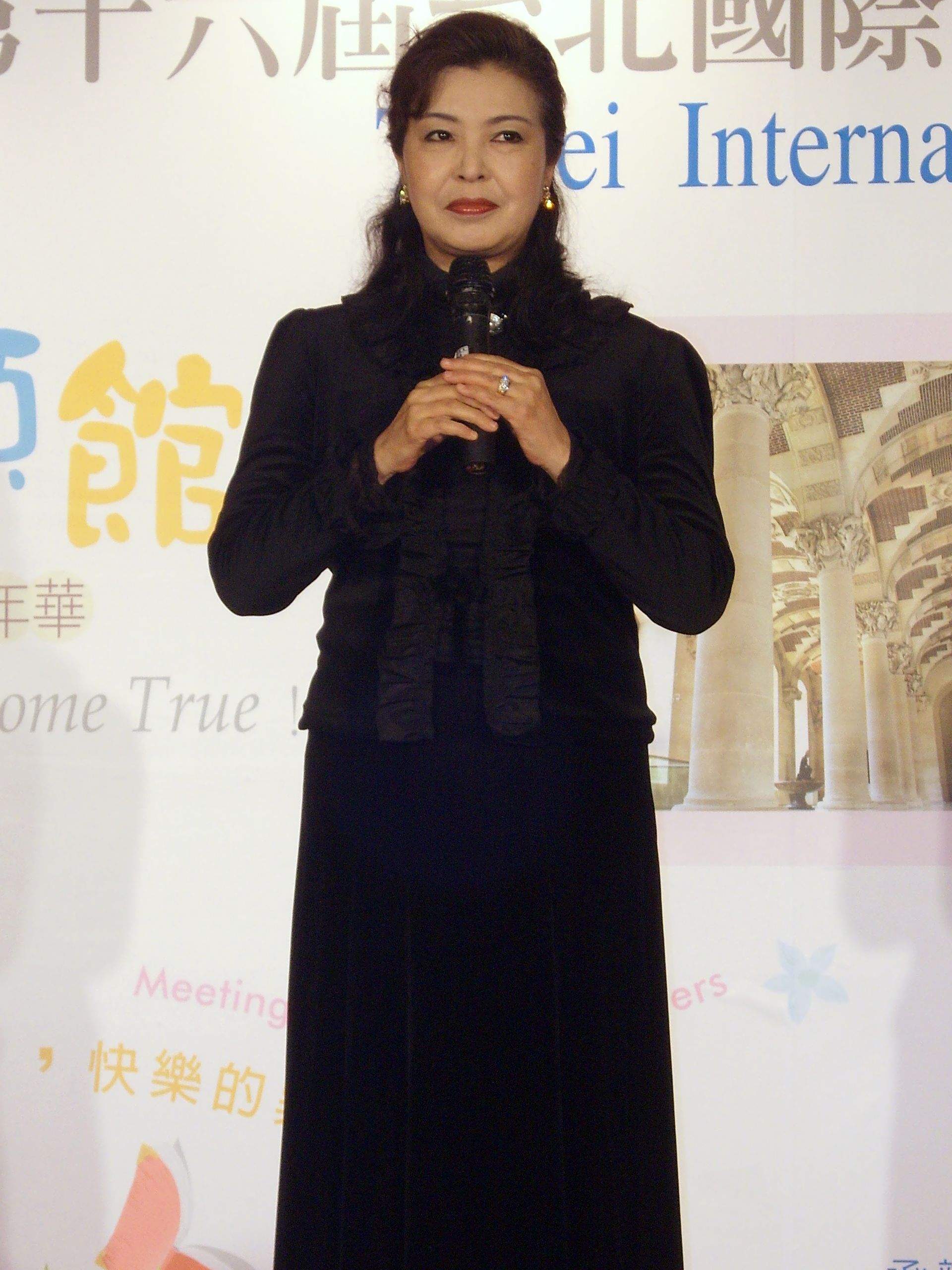
Riyoko Ikeda

Riyoko Ikeda (jap. 池田 理代子, Ikeda Riyoko; * 18. Dezember 1947 in Osaka) ist eine japanische Manga-Zeichnerin.
Ihr Debüt als professionelle Manga-Zeichnerin machte sie 1967 mit Bara-Yashiki no Shōjo. Nebenbei studierte sie Philosophie. Ikeda trat als Studentin einem kommunistischen Jugendverband bei und engagierte sich in der Antinuklearbewegung.
1972 begann sie mit der Arbeit an Die Rosen von Versailles, in dem sie die Französische Revolution behandelte. Der Manga wurde 1973 nach über 1.800 Seiten beendet und in Japan zu einem riesigen Erfolg, später auch als Anime und als Musical umgesetzt und international vermarktet. Die zehn Sammelbände der Manga-Serie verkauften sich in Japan etwa fünfzehn Millionen Mal.
Anfang der 1980er wechselte sie ins Josei-Genre, konnte allerdings nicht an ihre Erfolge in den 1970ern anschließen. Seit 1998 arbeitet sie bei ihren Manga-Titeln hauptsächlich als Szenaristin, ihre ehemalige Assistentin Erika Miyamoto (宮本 えりか, Miyamoto Erika) fungiert als Zeichnerin.
Sie wird neben unter anderem Moto Hagio und Keiko Takemiya zur Gruppe der 24er gezählt.

## Werke
- Bara-Yashiki no Shōjo (ばら屋敷の少女, 1967)
- Sokoku ni Ai o (祖国に愛を, 1971, 1 Band)
- Futarippochi (ふたりっぽち, 1971, 1 Band)
- Sakurakyō (桜京, 1972, 2 Bände)
- Die Rosen von Versailles (ベルサイユのばら, Berusaiyu no bara, 1972–1973, 10 bzw. 7 Bände)
- Shōko no Etude (章子のエチュード, 1974, 2 Bände)
- Oniisama e… (おにいさまへ…, 1975, 3 Bände)
- Furījia no Asa (フリージアの朝, 1976, 1 Band)
- Orpheus no Mado (オルフェウスの窓, 1976–1981, 18 Bände)
- Ai wa Eien ni (愛は永遠に, 1976, 1 Band)
- Francesca no Shōzō (フランチェスカの肖像, 1976, 1 Band)
- Claudinne (クロディ－ヌ, 1978, 1 Band)
- Ayako (妖子, 1981–1984, 2 Bände)
- Epitaram (エピタラム, 1982, 2 Bände)
- Jotei Katharina (女帝エカテリーナ, 1983–1984, 5 Bände)
- Paranoia Slyger (パラノイア．ズライカ, 1983, 1 Band)
- Aoi Sharyū (蒼い柘榴, 1983–1984, 2 Bände)
- Kaze o Tsumamu Pushike (風を摘むプシケ, 1984–1985, 4 Bände)
- Die Rosen von Versailles Gaiden (ベルサイユのばら外伝, Versailles no Bara Gaiden, 1986, 2 Bände)
- Mijo Monogatari (魅女物語, 1988–1989, 3 Bände)
- Ten no Hate made (天の涯まで, 1990, 3 Bände)
- Eroika (エロイカ, 1986–1995, 14 Bände)
- Orpheus no Mado Gaiden (オルフェウスの窓外伝, 1998, 1 Band, gemeinsam mit Erika Miyamoto)
- Elizabeth (エリザベス, 1999, 1 Band, gemeinsam mit Erika Miyamoto)
- Kasuga no Tsubone (春日局, 2000, 3 Bände)
- Nibelung no Yubiwa (ニーベルンクの指輪, 2001–2002, 4 Bände, gemeinsam mit Erika Miyamoto)
- Haru no Yuki (春の雪, 2006, 1 Band, gemeinsam mit Erika Miyamoto), nach einem Roman von Yukio Mishima